# Joy-Con

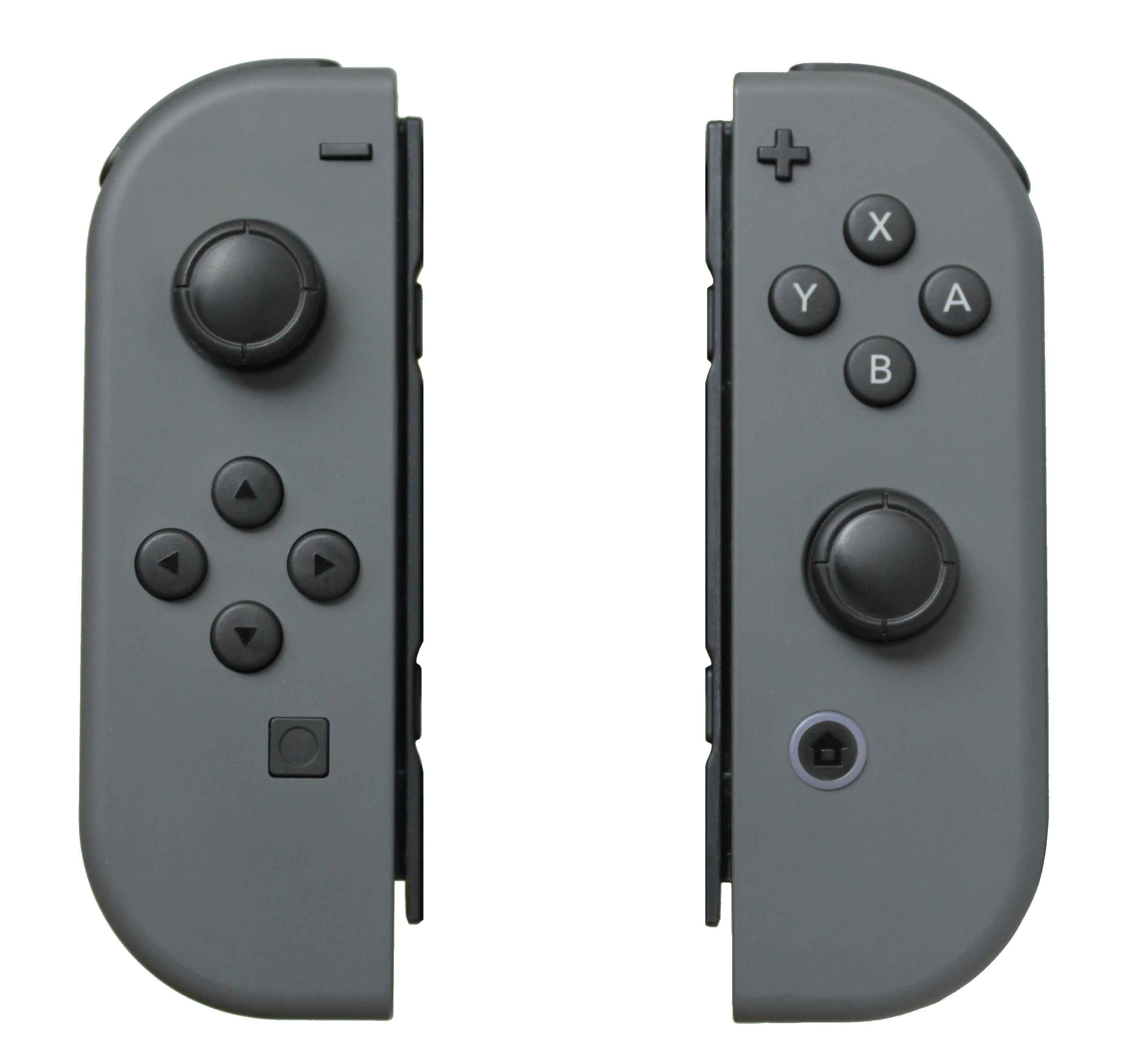
Ein graues Joy-Con-Paar

Die Joy-Con sind die primären Bedienelemente der Nintendo Switch. Ein Joy-Con-Paar besteht aus einem linken und einem rechten Joy-Con, mit jeweils einem analogen Stick und diversen Aktions-Tasten. Sie können an den Seiten der Konsole hineingeschoben oder per Bluetooth kabellos mit dieser verbunden werden. Außerdem ist es möglich, die Joy-Con einzeln als Gamecontroller zu verwenden.
Ein Joy-Con-Paar, eine Halterung aus Kunststoff (Joy-Con-Grip) sowie zwei Handgelenkschlaufen sind im Lieferumfang der Nintendo Switch enthalten. Neben den Joy-Con kann auch ein Nintendo Switch Pro Controller als Eingabegerät der Nintendo Switch genutzt werden. Die Joy-Con wurden vom japanischen Konsolenhersteller Nintendo entwickelt und zusammen mit der Konsole am 3. März 2017 veröffentlicht.

## Übersicht
Beide Joy-Con sind etwa 10,2 cm hoch, 3,6 cm breit und an der dicksten Stelle, zwischen der Oberseite der Schultertasten und der Spitze der ZL- und ZR-Tasten, 2,84 cm tief. Während der rechte Joy-Con etwa 52 Gramm wiegt, wiegt der Linke nur etwa 49 Gramm. Die Joy-Con sind mit der Konsole über Bluetooth 3.0 verbunden. Der rechte Joy-Con unterstützt zusätzlich NFC, unter anderem zur Benutzung von Amiibo. Beide Joy-Con enthalten einen 525 mAh Lithium-Ionen-Akku, der fest verbaut ist und nicht ohne Weiteres ausgetauscht werden kann.

### Steuereinheiten

Das Joy-Con-Paar 'Neon-Rot/Neon-Blau' in allen Ansichten

Die Joy-Con verfügen über folgende Steuerelemente:
- zwei analoge Sticks
- vier Richtungstasten auf dem linken Joy-Con
- A-, B-, X- und Y-Taste auf dem rechten Joy-Con
- vier Schultertasten auf den Oberseiten (L, R, ZL und ZR)
- jeweils zwei Schultertasten an der inneren Seite (SL und SR)
- Minus-Taste am linken Joy-Con und Plus-Taste am Rechten

Der linke Joy-Con verfügt über einen quadratischen „Aufnahmeknopf“, der Screenshots und 30-sekündige Gameplay-Videos aufnimmt und der rechte über einen Home-Knopf, der das Home-Menü in Anwendungen aufruft.

### Sensoren und Ausgabemöglichkeiten
Beide Joy-Con besitzen Gyro- und Beschleunigungssensoren, wo die Position der Joy-Con im Raum bestimmt, sowie reale Bewegungen in unterstützen Spielen ausführt. Der rechte Joy-Con besitzt eine Infrarotkamera, die Bewegungen, Formen und Distanzen wahrnimmt. Diese Sensoren werden unter anderem in Nintendo Labo und 1-2-Switch eingesetzt.
Beide Joy-Con unterstützen „HD-Vibration“ (englisch „HD-Rumble“), die Vibrationsfunktion gibt eine haptische Rückmeldung an den Spieler wieder, wenn dieses in den Einstellungen aktiviert wurde. Der Unterschied zwischen HD-Vibration von der üblichen Vibrationsfunktion von Controllern besteht darin, das nur ein bestimmter Abschnitt des Controllers vibriert, was ein differenzielles haptisches Feedback ermöglicht.

## Verwendungsmöglichkeiten
Die Joy-Con können an die Konsole angesteckt und so im „Handheld-Modus“ verwendet werden. Dies ist vor allem zum unterwegs Spielen gedacht. Die Joy-Con lassen sich außerdem von der Konsole getrennt, kabellos benutzen. Hierbei können der linke und rechte Joy-Con getrennt genutzt werden und müssen nicht nebeneinander gehalten werden. Außerdem können Joy-Con in Mehrspieler-Spielen als auch einzeln als Controller zum Einsatz kommen. Dabei wird der Joy-Con horizontal ausgerichtet und die SL- und SR-Taste als Schultertasten verwendet.

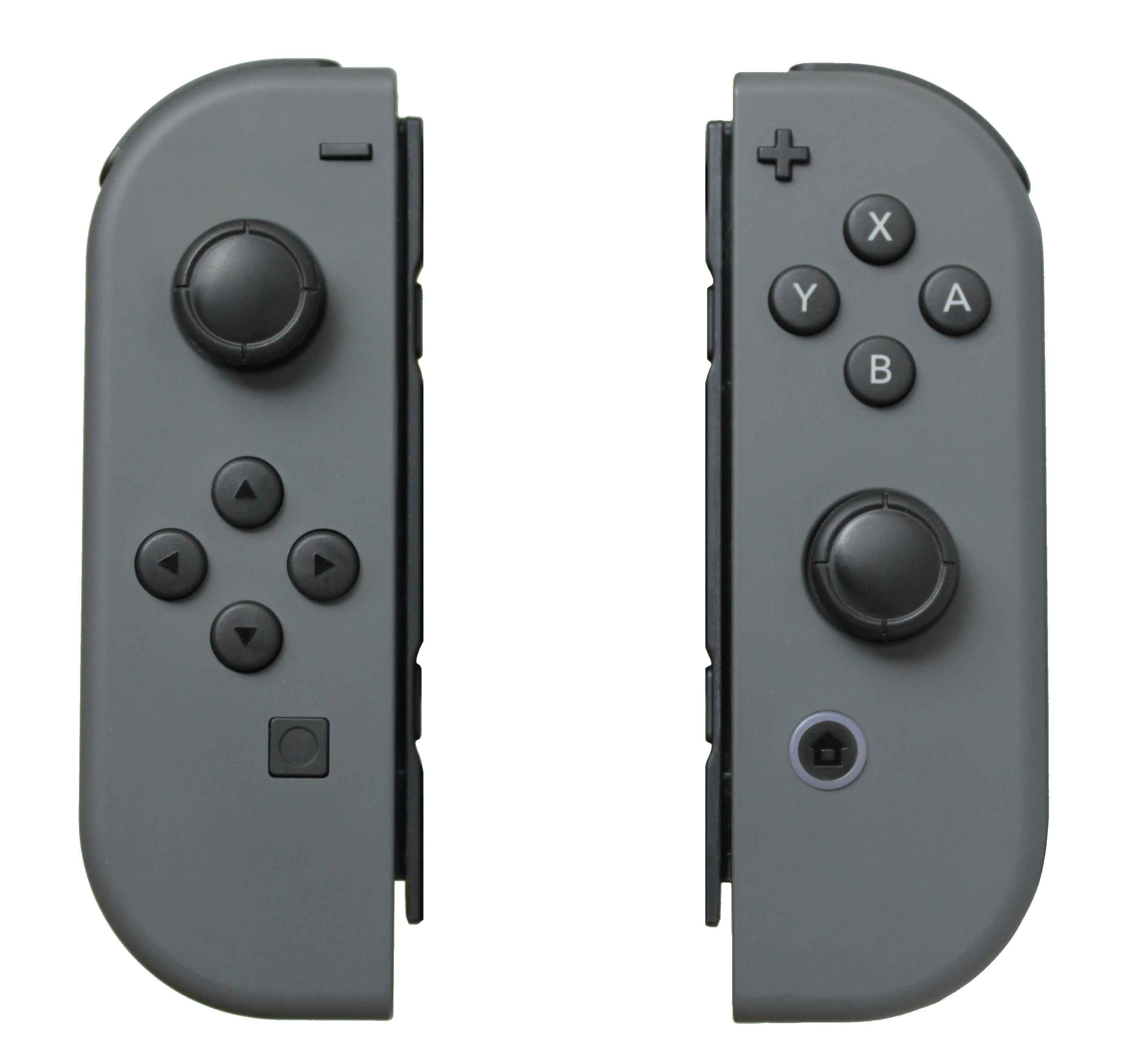
Joy-Con getrennt als kabelloser Controller
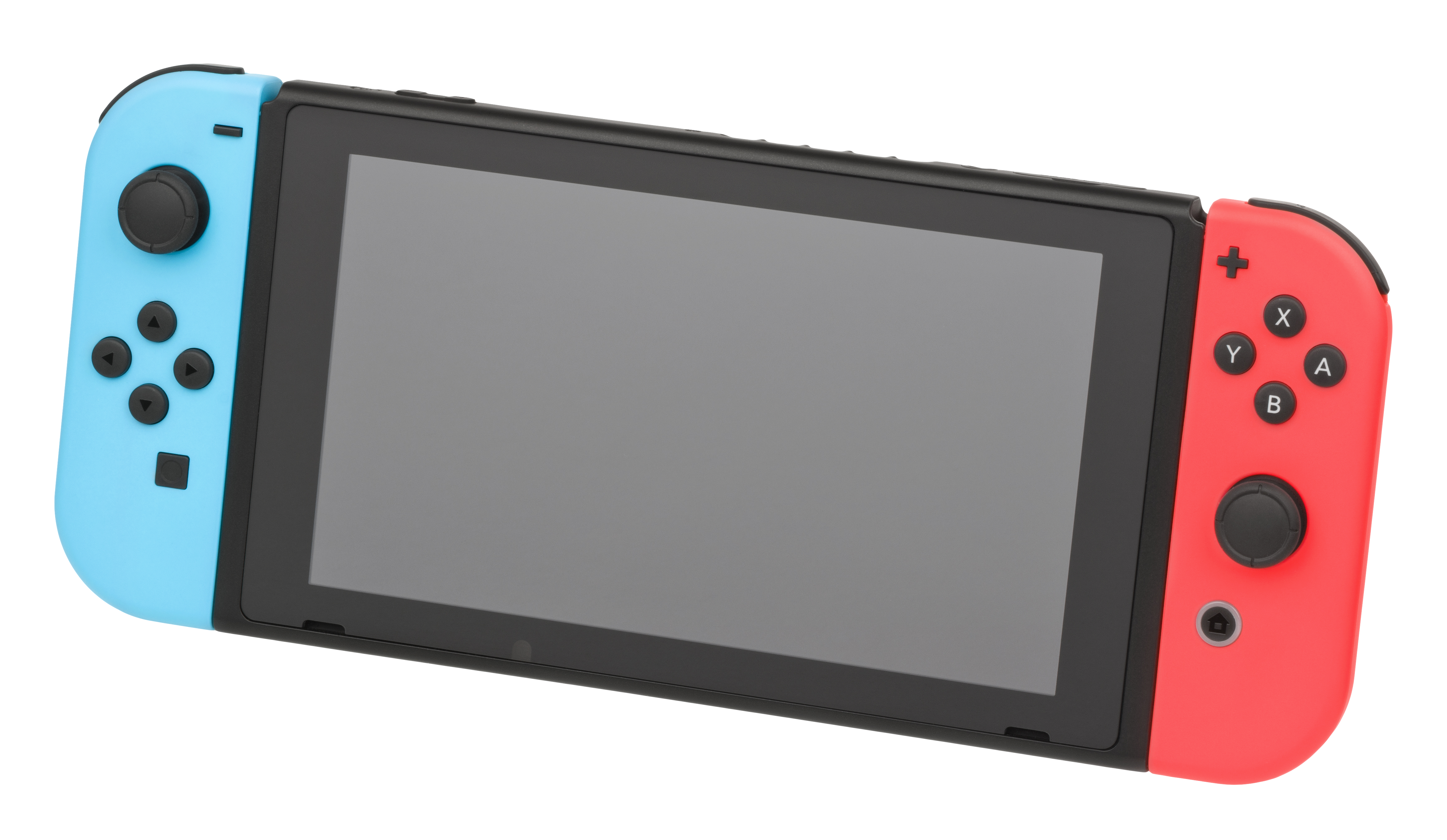
Joy-Con an der Konsole angesteckt
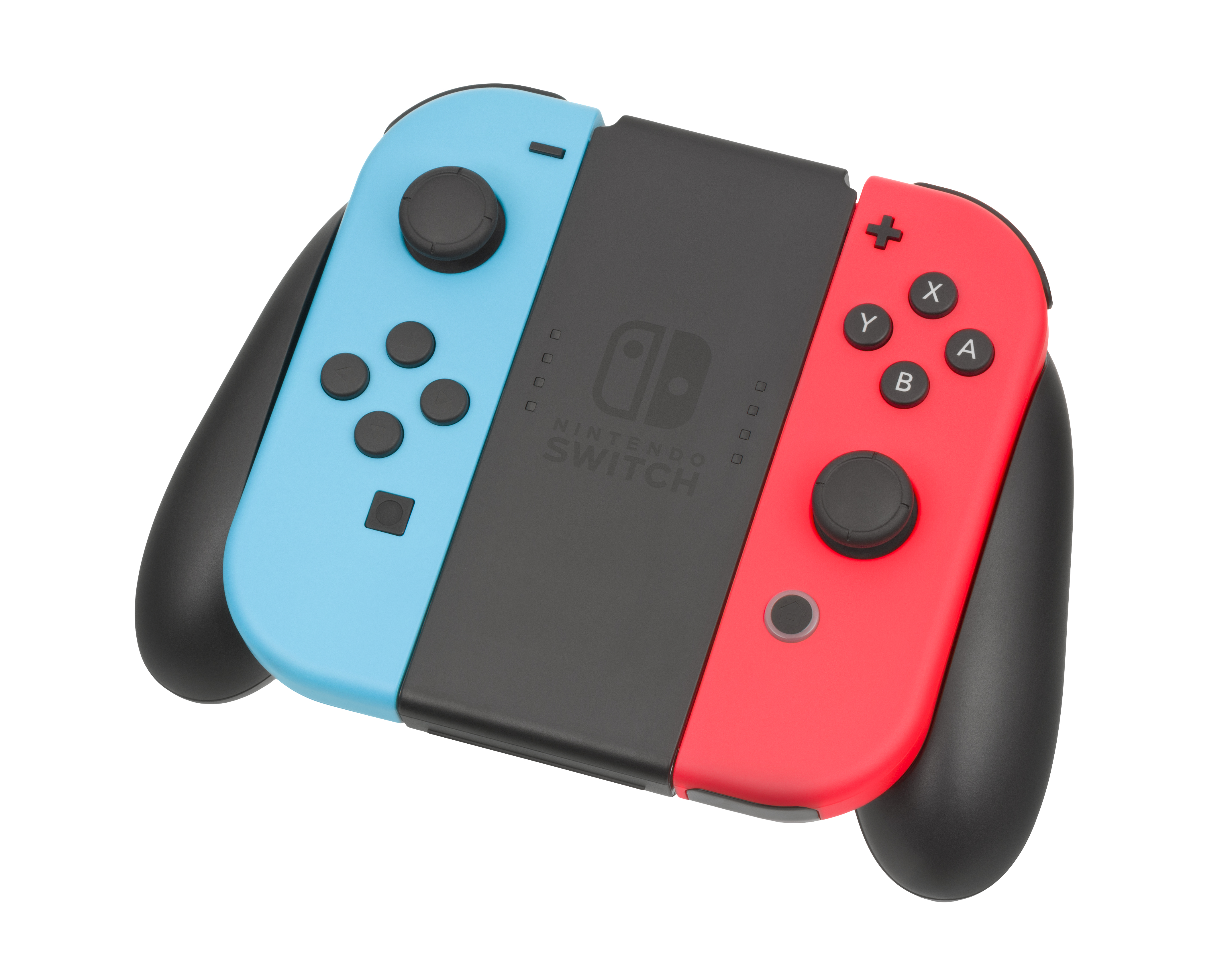
Joy-Con in der Joy-Con-Halterung

### Verwendung mit Steam
Mit einem Beta-Update im August 2022 wurde der Steam-Client um Unterstützung für die Nutzung von Joy-Con erweitert. Diese können sowohl einzeln, als auch paarweise verwendet werden.

## Farben und Varianten

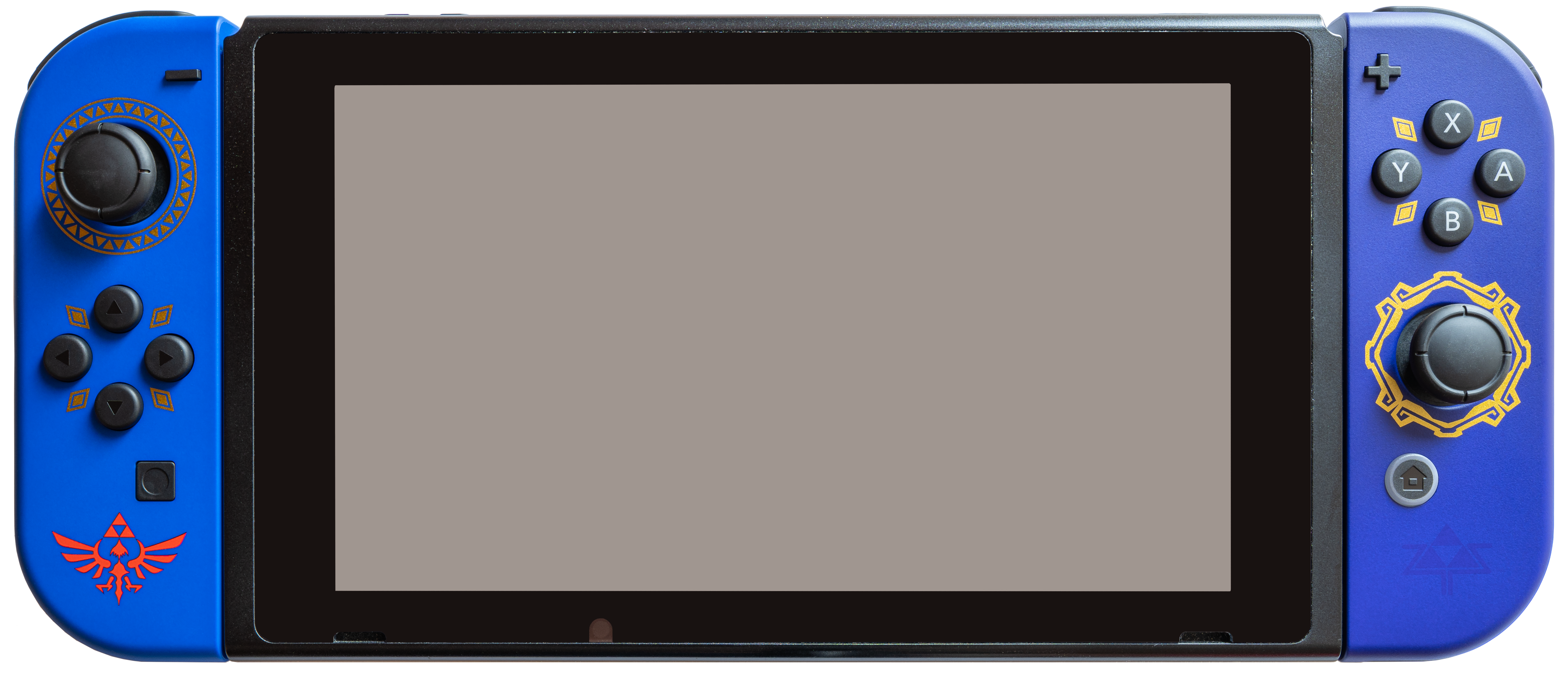
Nintendo-Switch-Konsole mit hylianisch gestalteten Joy-Con

Die Joy-Con sind in verschiedenen Farben erhältlich. Zur Veröffentlichung der Nintendo Switch am 3. März 2017, waren die Joy-Con ausschließlich in einheitlichem grau oder in der Kombination aus blauem linken und rotem rechten Joy-Con gepaart erhältlich. Die Joy-Con des nicht im freien Verkauf erhältlichen Development Kits der Konsole sind schwarz. Seit August 2017 ist es im offiziellen japanischen Online-Store möglich, beim Kauf einer Nintendo Switch, die Farben der Joy-Con und Handgelenksschlaufen selbst zu kombinieren.
Seit Dezember 2018 sind für Abonnenten des Nintendo-Switch-Online-Services exklusive NES-Controller verfügbar, die sich wie Joy-Con an die Nintendo Switch anstecken lassen. Diese Controller waren in erster Linie nur für NES-Spiele des Nintendo-Switch-Online-Services gedacht, werden jedoch auch von anderen Spielen unterstützt. Nintendo kündigte diese bei der Nintendo-Direct-Ausgabe am 13. September 2018 an und konnten ab dem 19. September vorbestellt werden.
| Name              | Farbe | Anmerkung                                                                                               | Beleg  |
| ----------------- | ----- | --- | ------ |
| Grau              |       | | [ 6 ]  |
| Neon-Rot          |       | | [ 6 ]  |
| Neon-Blau         |       | | [ 6 ]  |
| Neon-Gelb         |       | Erschien gleichzeitig mit ARMS                                                                          | [ 10 ] |
| Neon-Grün         |       | Erschien zusammen mit Neon-Pink, passend zu Splatoon 2                                                  | [ 11 ] |
| Neon-Pink         |       | Erschien zusammen mit Neon-Grün, passend zu Splatoon 2                                                  | [ 11 ] |
| Neon-Lila         |       | |        |
| Neon-Orange       |       | |        |
| Weiß              |       | Variante der Nintendo Switch – OLED-Modell                                                              |        |
| Super-Mario-Rot   |       | Teil des Nintendo-Switch-Bundles mit Super Mario Odyssey                                                | [ 12 ] |
| Evoli-Braun       |       | Linker Joy-Con der Pokémon-Let’s-Go-Edition                                                             | [ 13 ] |
| Pikachu-Gelb      |       | Rechter Joy-Con der Pokémon-Let’s-Go-Edition                                                            | [ 13 ] |
| Super Smash Bros. |       | Mit hellgrauem Super-Smash-Bros.-Kreuz, Teil des Nintendo-Switch-Bundles mit Super Smash Bros. Ultimate | [ 14 ] |
| Pastell-Grün      |       | Rechter Joy-Con der Animal-Crossing-New-Horizons-Edition                                                |        |
| Pastell-Blau      |       | Linker Joy-Con der Animal-Crossing-New-Horizons-Edition                                                 |        |
| Dunkelblau        |       | Rechter Joy-Con der Fortnite-Edition                                                                    |        |
| Gelb              |       | Linker Joy-Con der Fortnite-Edition                                                                     |        |

## Joy-Con 2

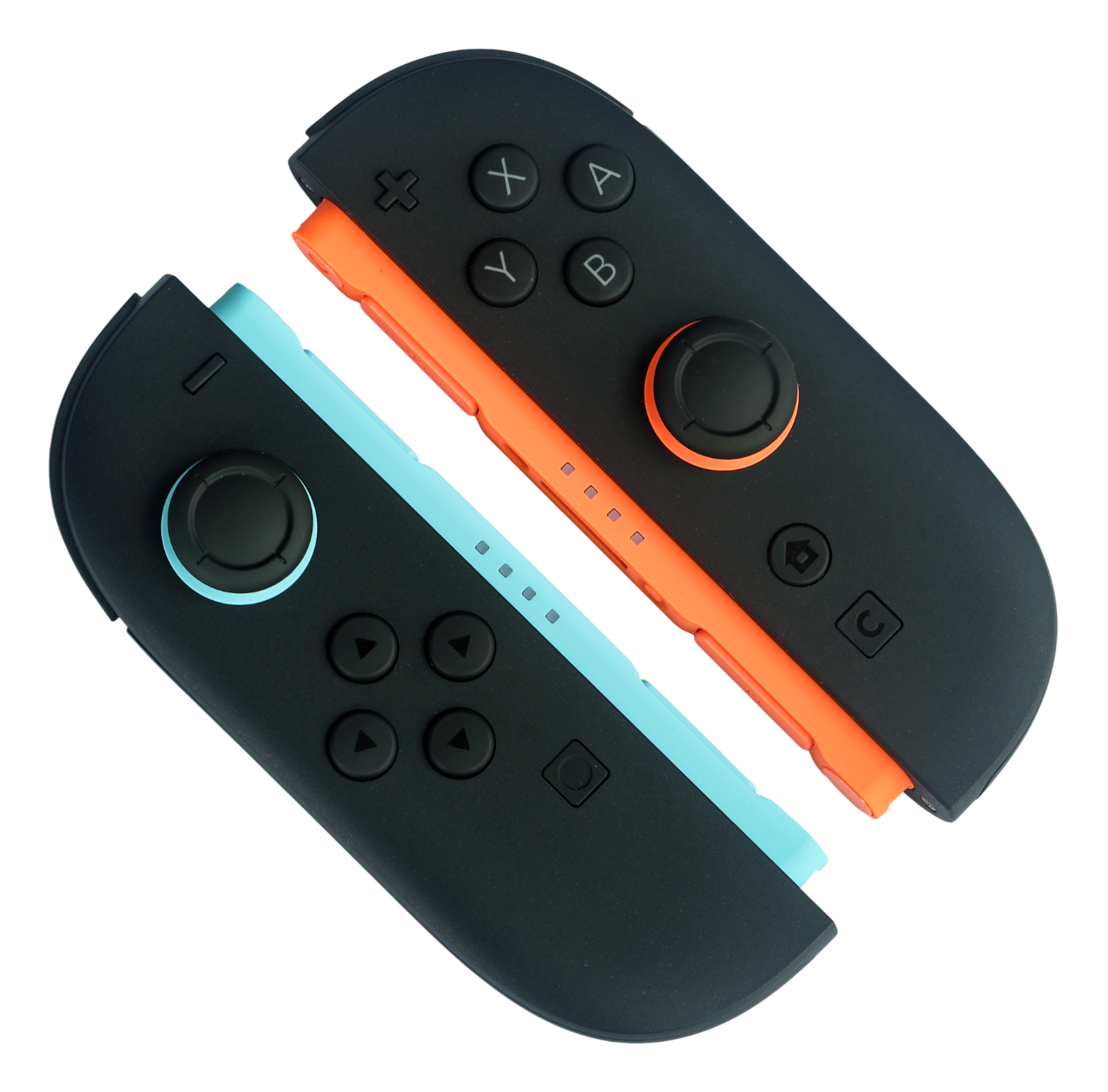
Nintendo Switch 2 – beide Joy-Con 2

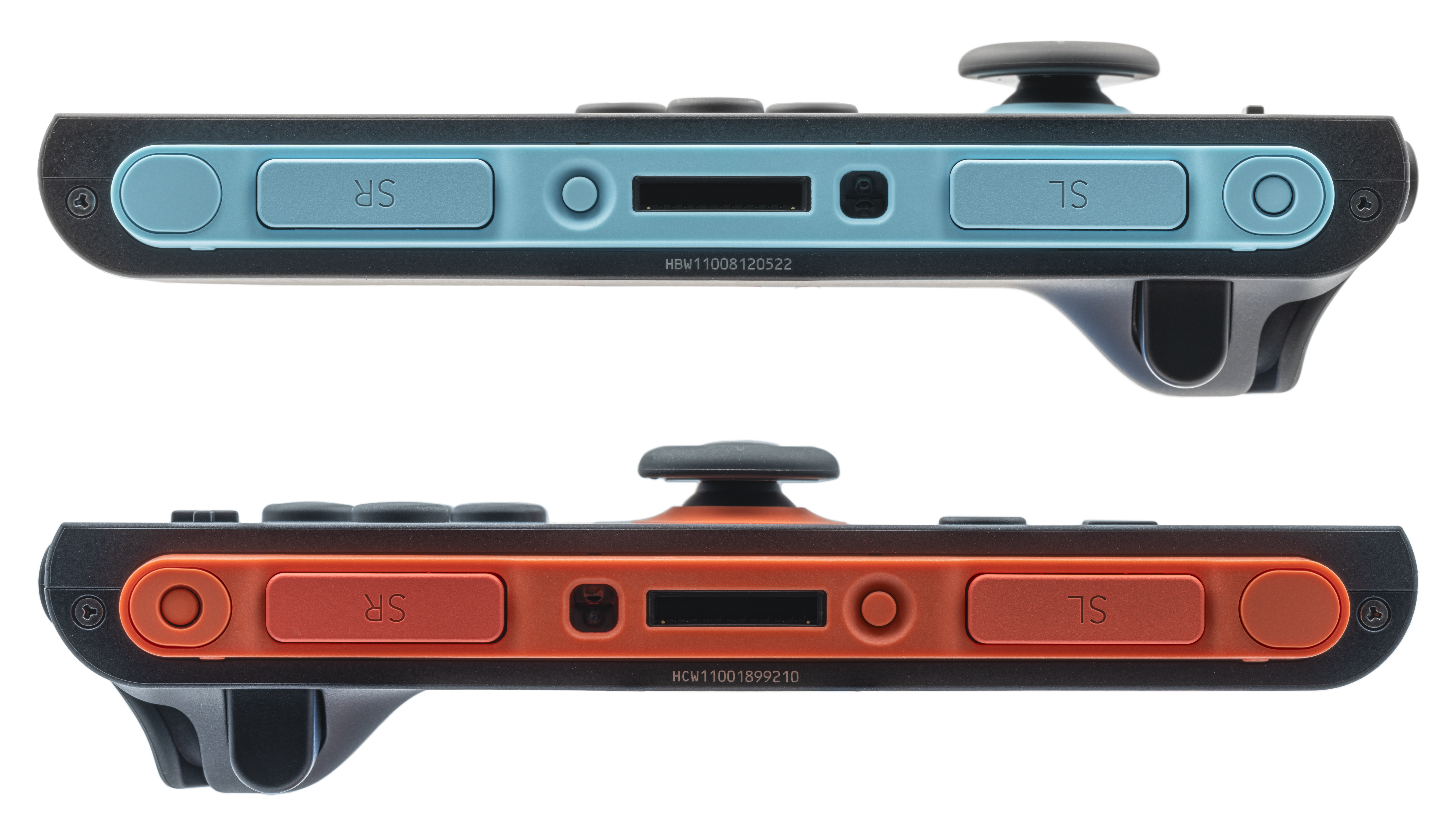
Kontaktflächen der beiden Joy-Con 2

Mit der Ankündigung der Nintendo Switch 2 am 16. Januar 2025 wurde auch ein neues Joy-Con-Design vorgestellt, welches am 5. Juni 2025 in Kombination mit der neuen Spielekonsole auf dem Markt erhältlich wurde. Die Joy-Con 2 sind größer, haben leichter zu drückende Tasten und eine neue Farbpalette. Eine bemerkenswerte Neuerung ist die Möglichkeit, die Joy-Con 2 mithilfe von Magneten einzurasten, sodass sie nicht mehr eingeschoben werden müssen.
Sie sind nicht nur größer, um zur größeren Konsole zu passen, sondern werden auch magnetisch an den Seiten befestigt, anstatt ein Schienensystem zu verwenden. Sie werden mit einem kleinen Knopf am Joy-Con 2 entfernt, der bewirkt, dass ein Zylinder im Joy-Con 2 ausfährt und von der Haupteinheit weggeschoben wird. Nintendo kündigte an, dass die Analogsticks größer, glatter und haltbarer sein würden. Berichten zufolge würden sie Hall-Effekt-Sensoren verwenden, die die Drift-Probleme beheben würden, die bei den ursprünglichen Modellen aufgrund von Staubansammlungen im Analogsystem auftraten. Diese Berichte erwiesen sich jedoch im April 2025 als falsch und bestätigten, dass die Analogsticks des Joy-Con 2 keine Hall-Effekt-Sensoren verwenden würden.
Die SL- und SR-Tasten wurden vergrößert, und auf dem rechten Joy-Con 2 befindet sich eine neue „C“-Taste (), mit der die neue „GameChat“-Funktion aktiviert werden kann. Die Controller können in unterstützten Spielen auch wie eine Computermaus verwendet werden, indem man sie hochkant aufstellt. Beide Joy-Con 2 Controller verfügen über einen 500-mAh-Akku, der schätzungsweise 20 Stunden durchhält. Die Controller werden aufgeladen, wenn sie an die Konsole angeschlossen sind oder mit einer Ladestation oder einem Griff eines Drittanbieters. Der Infrarotsensor der Joy-Con der ersten Generation wurde entfernt.

## Zubehör
- Die Joy-Con-Halterung (engl. Joy-Con-Grip) ist eine Vorrichtung aus Plastik, wo beide Joy-Con hineingesteckt werden und die so als ein einzelnes gemeinsames Gamepad fungiert. Es ist kein Aufladen der Controller möglich (siehe 'Joy-Con-Aufladehalterung'). Die Anzeige der Spielernummer der Joy-Con ist durch einen Spiegel auf der Vorderseite sichtbar. Eine Joy-Con-Halterung ist im Lieferumfang der Nintendo Switch enthalten.

- Die Joy-Con-Aufladehalterung (engl. Charging-Grip) ist eine Vorrichtung, deren Funktionsweise der normalen Joy-Con-Halterung gleicht aber zusätzlich über einen USB-Typ-C-Anschluss auf der Oberseite verfügt, an welchem die Joy-Con beim Spielen mit dem mitgelieferten Kabel geladen werden. Die Aufladehalterung wiegt 106 Gramm.[19]

- Das Joy-Con-AA-Batteriezubehör (engl. Joy-Con AA Battery-Pack) dient dazu, die Akkulaufzeit der Joy-Con durch zusätzliche Batterien zu verlängern. Das Zubehör gibt es für jeden Controller einzeln. Die Joy-Con werden in die Zubehörteile hineingesteckt und durch jeweils eine AA-Batterie, die sich hinten befindet, geladen. Durch das Batteriezubehör haben die Joy-Con größere Abmessungen und können nicht mehr an die Nintendo Switch oder in die mitgelieferte Joy-Con-Halterung gesteckt werden.[19]